# Billboard Benelux
Billboard Benelux was een speciale editie van Billboard – een Amerikaans weekblad voor de muziekindustrie – en werd enige tijd (1978-1980) in Nederland gepubliceerd, maar dat werd geen doorslaand succes.

## Geschiedenis
Uitgeversmaatschappij Kluwer Technische Tijdschriften achtte een voortzetting van de uitgave eind 1980 niet langer verantwoord in verband met "de enorme teruggang van de platenbranche en de rigoureuze branchevervagingen".  Ook de inkrimpingen van reclamebudgetten maakten "een gezonde advertentiebezetting in Billboard Benelux niet meer haalbaar".

## Exemplaren
De gedrukte exemplaren van Billboard Benelux waren zodanig uitvouwbaar, dat er uiteindelijk één vel papier van 58 × 78 cm ontstond.  Het blad bevatte de volgende hitlijsten:
- TROS Top 50
- TROS Europarade – een top 30
- Nederlandstalige Top 10
- Polderpopparade – een top 10
- TROS Tip 30
- TROS Disco Action Top 20
- Billboard Hot 100 (VS)
- Billboard Top LPs & Tape (VS) – een top 200
- Billboard Hot Soul Singles (VS) – een top 100
- Billboard Disco Top 80 (VS)

en daarnaast ook nog:
- de TROS Paradeplaat
- de TROS Parade-elpee

In 1980 stond ook de Nationale Hitparade (top 50 singles) en de bijbehorende Elpee Top-50 afgedrukt.